# 円周率が22/7より小さいことの証明
有名な数学的事実であるところの、円周率 π が 22/7 より小さいことの証明（えんしゅうりつが 7 ぶんの 22 よりちいさいことのしょうめい）は、古代ギリシアのアルキメデスに始まり、何通りも与えられている。本項では、そのうちの一つで、微分積分学の初等的なテクニックのみを用いる、近年に発見された証明を扱う。この証明は、その数学的な美およびディオファントス近似の理論との関係によって、現代数学においても注目されてきた。スティーヴン・ルーカスは、これを「π の近似に関する最も美しい結果の一つ」と呼び、ジュリアン・ハヴィルは、円周率の連分数近似の議論を終える際に「この結果に言及せざるを得ない」と述べた上で証明を示している。
もし円周率が 3.14159 に近いことを知っていれば、22/7（3.142857 に近い）よりも小さいことは自明である。しかし、π < 22/7 を示すのは、π が 3.14159 に近いことを示すよりもずっと手間は小さい。この証明の評価方法は一般化され、円周率の値を計算する系統的な方法になっている。

## 背景
22/7 は、π の正則な連分数展開から得られる近似値の一つであり、また、表現が簡潔であることから π の近似値として広く用いられている。22/7 が π よりも大きいことは、これらの値の十進法での小数展開
{\displaystyle {\begin{aligned}{\frac {22}{7}}&=3.{\overline {142\,857}}\\\pi \,&=3.141\,592\,65\cdots \end{aligned}}}
より分かる。
この近似値は古代より知られており、アルキメデスは紀元前3世紀に、22/7 が円周を大きめに見積もった近似値であることを証明した。彼の証明は、円に外接する正九十六角形の周長の、円の直径に対する比が、22/7 よりも小さいことを示すものであった。これ以前の証明は知られていないが、アルキメデス以前から、22/7 は円周率の近似値として用いられていた形跡がある。
より精密な π の近似値に、355/113 がある。これも π の連分数展開から得られる近似値であって、円周率よりわずかに大きい。

## 証明
証明の概略は非常に簡潔に述べられる。
{\displaystyle 0<\int _{0}^{1}\!{\frac {x^{4}(1-x)^{4}}{1+x^{2}}}\,{\rm {d}}x={\frac {22}{7}}-\pi }
より、π は 22/7 よりも小さい。
この積分の計算は、1968年のウィリアム・ローウェル・パトナム数学競技会の最初の問題として出題された。
パトナムの競技会の他のほとんどの問題は、この問題よりも難しい。しかし、この競技会は、直接にはあまり知られていなくとも、実は非常によく知られたことに言及していると判明する問題を、しばしば呼び物にしている。この積分は、インド工科大学の入試問題に用いられたこともある。

## 積分の評価の詳細
被積分関数の分母と分子が共に非負であることから、この積分の値が正であることは直ちに分かる。よって、あとはこの積分の値を、有理関数の標準的な積分の手順に従って求めればよい。
{\displaystyle {\begin{aligned}0&<\int _{0}^{1}\!{\frac {x^{4}(1-x)^{4}}{1+x^{2}}}\,{\rm {d}}x\\&{\phantom {<}}=\int _{0}^{1}\!{\frac {x^{4}-4x^{5}+6x^{6}-4x^{7}+x^{8}}{1+x^{2}}}\,{\rm {d}}x\\&{\phantom {<}}=\int _{0}^{1}\!{\biggl (}x^{6}-4x^{5}+5x^{4}-4x^{2}+4-{\frac {4}{1+x^{2}}}{\biggr )}\,{\rm {d}}x\\&{\phantom {<}}={\biggl [}{\frac {x^{7}}{7}}-{\frac {2x^{6}}{3}}+x^{5}-{\frac {4x^{3}}{3}}+4x-4\arctan {x}\,{\biggr ]}_{0}^{1}\\&{\phantom {<}}={\frac {1}{7}}-{\frac {2}{3}}+1-{\frac {4}{3}}+4-\pi \\&{\phantom {<}}={\frac {22}{7}}-\pi \end{aligned}}}

## 直ちに得られる円周率の評価
Dalzell は1944年の論文で、この積分に言及し、被積分関数の分母に x = 1 を代入すると下からの評価が、x = 0 を代入すると上からの評価が得られると指摘した。すなわち、
{\displaystyle {\frac {1}{1260}}=\int _{0}^{1}{\frac {x^{4}(1-x)^{4}}{2}}\,dx<\int _{0}^{1}{\frac {x^{4}(1-x)^{4}}{1+x^{2}}}\,dx<\int _{0}^{1}{\frac {x^{4}(1-x)^{4}}{1}}\,dx={\frac {1}{630}}}
であり、これより円周率 π の評価として
{\displaystyle {\frac {22}{7}}-{\frac {1}{630}}<\pi <{\frac {22}{7}}-{\frac {1}{1260}}}
を得る。十進小数で表現すると 3.1412… < π < 3.1420… となる。これらの評価値の誤差は、0.015% 未満である。

## より良い評価
π のより良い上限としてよく知られた 355/113 は、
{\displaystyle 0<\int _{0}^{1}{\frac {x^{8}(1-x)^{8}(25+816x^{2})}{3164(1+x^{2})}}\,dx={\frac {355}{113}}-\pi }
として与えられる。この値は十進小数で表すと
{\displaystyle {\frac {355}{113}}=3.141\,592\,92\cdots }
であり、小数点以下6桁まで π と一致する。被積分関数の分母に x = 1 を代入すると、積分値の下限
{\displaystyle \int _{0}^{1}{\frac {x^{8}(1-x)^{8}(25+816x^{2})}{6328}}\,dx={\frac {911}{5\,261\,111\,856}}=0.000\,000\,173\cdots }
を得る。x = 0 を代入すると、積分値の上限として、上記の数の2倍を得るので、円周率の評価として
{\displaystyle {\frac {355}{113}}-{\frac {911}{2\,630\,555\,928}}<\pi <{\frac {355}{113}}-{\frac {911}{5\,261\,111\,856}}}
を得る。この評価は、十進小数として表すと 3.141 592 57… < π < 3.141 592 74… であり、太文字で表した小数点以下6桁まで円周率と一致する。

## 一般化
Backhouse (1995) や Lucas (2005) で示唆されているように、ここまでの議論は一般化される（ただし、どちらの文献も詳しい計算は含んでいない）。任意の正整数 n に対して
{\displaystyle {\frac {1}{2^{2n-1}}}\int _{0}^{1}x^{4n}(1-x)^{4n}\,dx<{\frac {1}{2^{2n-2}}}\int _{0}^{1}{\frac {x^{4n}(1-x)^{4n}}{1+x^{2}}}\,dx<{\frac {1}{2^{2n-2}}}\int _{0}^{1}x^{4n}(1-x)^{4n}\,dx,}
が成り立ち、第二の積分は
{\displaystyle {\begin{aligned}&{\frac {1}{2^{2n-2}}}\int _{0}^{1}{\frac {x^{4n}(1-x)^{4n}}{1+x^{2}}}\,dx\\&\qquad =\sum _{j=0}^{2n-1}{\frac {(-1)^{j}}{2^{2n-j-2}(8n-j-1){\binom {8n-j-2}{4n+j}}}}+(-1)^{n}{\biggl (}\pi -4\sum _{j=0}^{3n-1}{\frac {(-1)^{j}}{2j+1}}{\biggr )}\end{aligned}}}
となって π を含む式を得る。この式の最後の和は、ライプニッツの公式に現れる級数を有限で切ったものになっている。戻って第一の積分は
{\displaystyle {\frac {1}{2^{2n-1}}}\int _{0}^{1}x^{4n}(1-x)^{4n}\,dx={\frac {1}{2^{2n-1}(8n+1){\binom {8n}{4n}}}}}
であり、第三の積分はこの2倍である。この値は、n が大きくなるにつれて急激に 0 に近付くので、ここで議論している方法が、π の近似値を求めるのに適していることが分かる。

### 例
n = 1 の場合はすでに見た。n = 2 の場合は、
{\displaystyle {\frac {1}{4}}\int _{0}^{1}{\frac {x^{8}(1-x)^{8}}{1+x^{2}}}\,dx=\pi -{\frac {47\,171}{15\,015}}}
および
{\displaystyle {\frac {1}{8}}\int _{0}^{1}x^{8}(1-x)^{8}\,dx={\frac {1}{1\,750\,320}}}
より
{\displaystyle {\frac {47\,171}{15\,015}}+{\frac {1}{1\,750\,320}}<\pi <{\frac {47\,171}{15\,015}}+{\frac {2}{1\,750\,320}}}
すなわち 3.141 592 31… < π < 3.141 592 88… となり、π の近似値を小数点以下第6位まで得る。
同様に n = 3 の場合は、
{\displaystyle {\frac {1}{16}}\int _{0}^{1}{\frac {x^{12}(1-x)^{12}}{1+x^{2}}}\,dx={\frac {431\,302\,721}{137\,287\,920}}-\pi }
および
{\displaystyle {\frac {1}{32}}\int _{0}^{1}x^{12}(1-x)^{12}\,dx={\frac {1}{2\,163\,324\,800}}}
より
{\displaystyle {\frac {431\,302\,721}{137\,287\,920}}-{\frac {2}{2\,163\,324\,800}}<\pi <{\frac {431\,302\,721}{137\,287\,920}}-{\frac {1}{2\,163\,324\,800}}}
すなわち 3.141 592 653 40… < π < 3.141 592 653 86… となり、π の近似値を小数点以下第9位まで得る。
次に n = 4 の場合は、
{\displaystyle {\frac {1}{64}}\int _{0}^{1}{\frac {x^{16}(1-x)^{16}}{1+x^{2}}}\,dx=\pi -{\frac {741\,269\,838\,109}{235\,953\,517\,800}}}
および
{\displaystyle {\frac {1}{128}}\int _{0}^{1}x^{16}(1-x)^{16}\,dx={\frac {1}{2\,538\,963\,567\,360}}}
より
{\displaystyle {\frac {741\,269\,838\,109}{235\,953\,517\,800}}+{\frac {1}{2\,538\,963\,567\,360}}<\pi <{\frac {741\,269\,838\,109}{235\,953\,517\,800}}+{\frac {2}{2\,538\,963\,567\,360}}}
すなわち 3.141 592 653 589 55… < π < 3.141 592 653 589 95… となり、π の近似値を小数点以下第12位まで得る。